# مجلة بحوث المواد الطبية الحيوية
مجلة أبحاث المواد الطبية الحيوية، هي مجلات علمية تمت مراجعتها من قبل الأقران في علوم المواد الطبية الحيوية. تم تأسيها عام 1967. وفي عام 1974 تضمنتندوة المواد الطبية الحيوية (1971-1974). وفي عام 1990تضمنت مجلة المواد الحيوية التطبيقية (1990-1995). في عام 2002 تم تقسيمها إلى قسمين:مجلة أبحاث المواد الطبية الحيوية الجزء أ ومجلة أبحاث المواد الطبية الحيوية الجزء ب . تم نشر الجزأين من قبل جون وايلي وأولاده.

## الجزء أ
تم اعداد مجلة أبحاث المواد الطبية الحيوية - الجزء أ في عام 2003. وتم تحريرها من قبل جيمس إم أندرسون.

### الاستخلاص والفهرسة
يشمل الجزء أ فهرس وملخص في قواعد البيانات الببليوغرافية التالية: 
بالرجوع إلى تقارير الاقتباس من المجلة ، فإن لدى المجلة عامل تأثير في عام 2018 يبلغ 3.221 حيث صنفتها في المرتبة 25 من أصل 80 في فئة «الهندسة والطب الحيوي»  والمرتبة 16 من أصل 32 في فئة «علوم المواد والمواد الحيوية». 

## الجزء ب
مجلة أبحاث المواد الطبية الحيوية - الجزء ب: وهي تشملالمواد الحيوية التطبيقية، تصميم، تطوير، وإنتاج وتطبيق المواد الحيوية والأجهزة الطبية. تنسيقات النشر هي أوراق بحثية أصلية وتقارير قصيرة ومراجعات والمفاهيم الحالية والتقارير الخاصة والافتتاحيات. وتعتبر بانها مجلة رسمية لجمعية المواد الحيوية، والجمعية اليابانية للمواد الحيوية، والجمعية الأسترالية للمواد الحيوية، والجمعية الكورية للمواد الحيوية. رئيس تحرير هو جيريمي ل. جيلبرت (جامعة سيراكيوز).

### الاستخلاص والفهرسة
يتضمن الجزء ب فهرس وملخص في قواعد البيانات الببليوغرافية التالية: 
وفقًا لتقارير الاقتباس من المجلة ، فإن المجلة لهاعامل تأثير في عام 2018 يبلغ 2.674، حيث صنفتها في المرتبة 29 من أصل 80 في فئة «الهندسة والطب الحيوي»  وبالمرتبة 19 من أصل 32 في فئة «علوم المواد والمواد الحيوية». 

## روابط خارجية
- الجزء أ
- الجزء ب